# 伯西 (愛荷華州)
伯西（英語：Bussey）是一個位於美國愛荷華州馬里昂縣的城市。

## 地理
伯西的座標為41°12′19″N 92°53′07″W / 41.20528°N 92.88528°W，而該地的平均海拔高度為259米（即850英尺）。

## 人口
根據2010年美國人口普查的數據，伯西的面積為0.85平方千米，當中陸地面積為0.85平方千米，而水域面積為0.00平方千米。當地共有人口422人，而人口密度為每平方千米496人。